# Olympische Jugend-Winterspiele 2020/Teilnehmer (Estland)
| Gelbes Symbol für Goldmedaillen mit stilisierten Olympischen Ringen | Graues Symbol für Silbermedaillen mit stilisierten Olympischen Ringen | Braundes Symbol für Bronzemedaillen mit stilisierten Olympischen Ringen |
| ------------------------------------------------------------------- | --------------------------------------------------------------------- | ----------------------------------------------------------------------- |
| 1                                                                   | —                                                                     | —                                                                       |

Estland nahm an den Olympischen Jugend-Winterspielen 2020 im Schweizerischen Lausanne mit 25 Athleten (15 Jungen und 10 Mädchen) in 9 Sportarten teil.

## Medaillen

### Medaillenspiegel
| Rang   | Sportart         | Gold | Silber | Bronze | Gesamt |
| ------ | ---------------- | ---- | ------ | ------ | ------ |
| 1      | Freestyle-Skiing | 1    | —      | —      | 1      |
| Gesamt | Gesamt           | 1    | 0      | 0      | 1      |

### Medaillengewinner
| Name/n           | Sportart         | Wettkampf          |
| ---------------- | ---------------- | ------------------ |
| Gold             |                  |                    |
| Kelly Sildaru    | Freestyle-Skiing | Slopestyle         |
| Arlet Levandi 1  | Eiskunstlauf     | Teamwettbewerb     |
| Marek Potšinok 1 | Eishockey        | 3×3 Turnier Jungen |
| Bronze           |                  |                    |
| Erik Potšinok 1  | Eishockey        | 3×3 Turnier Jungen |

## Teilnehmer nach Sportarten

### Biathlon
| Athleten                                            | Wettbewerbe          | Zeit        | Fehler       | Rang |
| --------------------------------------------------- | -------------------- | ----------- | ------------ | ---- |
| Jungen                                              |                      |             |              |      |
| Markus Rene Epner                                   | 7,5 km Sprint        | DNS         | DNS          | DNS  |
| Markus Rene Epner                                   | 12 km Einzel         | 38:58,3 min | 8 (3+1+2+2)  | 37   |
| Andreas Koppa                                       | 7,5 km Sprint        | 22:51,1 min | 5 (1+4)      | 56   |
| Andreas Koppa                                       | 12 km Einzel         | 42:34,6 min | 10 (4+2+1+3) | 75   |
| Tuudor Palm                                         | 7,5 km Sprint        | 22:08,8 min | 5 (3+2)      | 41   |
| Tuudor Palm                                         | 12 km Einzel         | 39:25,6 min | 7 (2+1+1+3)  | 42   |
| Mädchen                                             |                      |             |              |      |
| Demi Heinsoo                                        | 6 km Sprint          | 21:38,1 min | 4 (1+3)      | 56   |
| Demi Heinsoo                                        | 10 km Einzel         | 35:46,7 min | 4 (1+1+0+2)  | 15   |
| Lisbeth Liiv                                        | 6 km Sprint          | 21:04,9 min | 4 (2+2)      | 47   |
| Lisbeth Liiv                                        | 10 km Einzel         | 40:44,3 min | 11 (3+1+4+3) | 62   |
| Miia Utsal                                          | 6 km Sprint          | 23:03,4 min | 3 (1+2)      | 73   |
| Miia Utsal                                          | 10 km Einzel         | 40:28,3 min | 5 (1+2+0+2)  | 59   |
| Mixed                                               |                      |             |              |      |
| Demi Heinsoo Markus Rene Epner                      | Single Mixed-Staffel | 45:07,7 min | 1+9 3+9      | 14   |
| Demi Heinsoo Lisbeth Liiv Tuudor Palm Andreas Koppa | Mixed-Staffel        | 1:19:25,2 h | 1+12 5+11    | 16   |

### Curling
| Wettbewerb    | Mixed-Team                                                  | Mixed-Team                                                  | Mixed-Team                                                  | Mixed-Team                                                  |
| ------------- | ----------------------------------------------------------- | ----------------------------------------------------------- | ----------------------------------------------------------- | ----------------------------------------------------------- |
| Athleten      | Katariina Klammer                                           | Natali Vedro                                                | Henry Grünberg                                              | Romet Mäesalu                                               |
| Vorrunde      | Südkorea 3:15 Spanien 3:9 Polen3:9 Russland 4:8 Kanada 2:10 | Südkorea 3:15 Spanien 3:9 Polen3:9 Russland 4:8 Kanada 2:10 | Südkorea 3:15 Spanien 3:9 Polen3:9 Russland 4:8 Kanada 2:10 | Südkorea 3:15 Spanien 3:9 Polen3:9 Russland 4:8 Kanada 2:10 |
| Viertelfinale | ausgeschieden                                               | ausgeschieden                                               | ausgeschieden                                               | ausgeschieden                                               |
| Halbfinale    | ausgeschieden                                               | ausgeschieden                                               | ausgeschieden                                               | ausgeschieden                                               |
| Finale        | ausgeschieden                                               | ausgeschieden                                               | ausgeschieden                                               | ausgeschieden                                               |
| Platzierung   | 21                                                          | 21                                                          | 21                                                          | 21                                                          |

Im Mixed-Doppel, kam der Partner immer aus einem anderen Land, somit spielten nur gemischte Mannschaften in diesem Wettbewerb mit.
| Athleten                            | Wettbewerb   | 1. Runde                       | 1. Runde | 2. Runde                   | 2. Runde      | 3. Runde      | 3. Runde      | 4. Runde      | 4. Runde      | Halbfinale    | Halbfinale    | Finale/Platz 3 | Finale/Platz 3 | Rang |
| Athleten                            | Wettbewerb   | Gegner                         | Erg      | Gegner                     | Erg           | Gegner        | Erg           | Gegner        | Erg           | Gegner        | Erg           | Gegner         | Erg            | Rang |
| ----------------------------------- | ------------ | ------------------------------ | -------- | -------------------------- | ------------- | ------------- | ------------- | ------------- | ------------- | ------------- | ------------- | -------------- | -------------- | ---- |
| Mixed                               |              |                                |          |                            |               |               |               |               |               |               |               |                |                |      |
| Lucy Neilson Henry Grünberg         | Mixed Doppel | Berfin Şengül Olle Moberg      | 3:7      | ausgeschieden              | ausgeschieden | ausgeschieden | ausgeschieden | ausgeschieden | ausgeschieden | ausgeschieden | ausgeschieden | ausgeschieden  | ausgeschieden  | 25   |
| Natali Vedro Lukas Høstmælingen     | Mixed Doppel | Marta Lo Deserto Aleix Raubert | 6:8      | ausgeschieden              | ausgeschieden | ausgeschieden | ausgeschieden | ausgeschieden | ausgeschieden | ausgeschieden | ausgeschieden | ausgeschieden  | ausgeschieden  | 25   |
| Momoha Tabata Romet Mäesalu         | Mixed Doppel | Natalie Wiksten Ross Craik     | 6:8      | ausgeschieden              | ausgeschieden | ausgeschieden | ausgeschieden | ausgeschieden | ausgeschieden | ausgeschieden | ausgeschieden | ausgeschieden  | ausgeschieden  | 25   |
| Katariina Klammer Michail Wlassenko | Mixed Doppel | Xenia Schwaller Lőrinc Tatár   | 6:4      | Ērika Bitmete Takumi Maeda | 7:8           | ausgeschieden | ausgeschieden | ausgeschieden | ausgeschieden | ausgeschieden | ausgeschieden | ausgeschieden  | ausgeschieden  | 13   |

### Eishockey
Im 3×3 Eishockey spielten die Athleten in gemischten Mannschaften.
| Mannschaft   | Athleten | Vorrunde       | Vorrunde  | Halbfinale     | Halbfinale    | Finale/Spiel um Bronze          | Finale/Spiel um Bronze | Rang   |
| Mannschaft   | Athleten | Gegner         | Ergebnis  | Gegner         | Ergebnis      | Gegner                          | Ergebnis               | Rang   |
| ------------ | --- | -------------- | --------- | -------------- | ------------- | ------------------------------- | ---------------------- | ------ |
| Jungen       | |                |           |                |               |                                 |                        |        |
| _ Team Blau  | Chen Chih-yuan Jakub Trzebunia Caleb Chapman Ziya Efe Güçlü Hong Seung-woo Daniel Assavolyuk Joris Valčiukas Riley Langille Cater Hamill Konrad Kudeviita Simone Terraneo Oliver Thestrup Hansen Issa Otsuka | _ Team Grau    | 8:9       | ausgeschieden  | ausgeschieden | ausgeschieden                   | ausgeschieden          | 8      |
| _ Team Blau  | Chen Chih-yuan Jakub Trzebunia Caleb Chapman Ziya Efe Güçlü Hong Seung-woo Daniel Assavolyuk Joris Valčiukas Riley Langille Cater Hamill Konrad Kudeviita Simone Terraneo Oliver Thestrup Hansen Issa Otsuka | _ Team Orange  | 1:12      | ausgeschieden  | ausgeschieden | ausgeschieden                   | ausgeschieden          | 8      |
| _ Team Blau  | Chen Chih-yuan Jakub Trzebunia Caleb Chapman Ziya Efe Güçlü Hong Seung-woo Daniel Assavolyuk Joris Valčiukas Riley Langille Cater Hamill Konrad Kudeviita Simone Terraneo Oliver Thestrup Hansen Issa Otsuka | _ Team Schwarz | 8:14      | ausgeschieden  | ausgeschieden | ausgeschieden                   | ausgeschieden          | 8      |
| _ Team Blau  | Chen Chih-yuan Jakub Trzebunia Caleb Chapman Ziya Efe Güçlü Hong Seung-woo Daniel Assavolyuk Joris Valčiukas Riley Langille Cater Hamill Konrad Kudeviita Simone Terraneo Oliver Thestrup Hansen Issa Otsuka | _ Team Grün    | 6:11      | ausgeschieden  | ausgeschieden | ausgeschieden                   | ausgeschieden          | 8      |
| _ Team Blau  | Chen Chih-yuan Jakub Trzebunia Caleb Chapman Ziya Efe Güçlü Hong Seung-woo Daniel Assavolyuk Joris Valčiukas Riley Langille Cater Hamill Konrad Kudeviita Simone Terraneo Oliver Thestrup Hansen Issa Otsuka | _ Team Gelb    | 8:13      | ausgeschieden  | ausgeschieden | ausgeschieden                   | ausgeschieden          | 8      |
| _ Team Blau  | Chen Chih-yuan Jakub Trzebunia Caleb Chapman Ziya Efe Güçlü Hong Seung-woo Daniel Assavolyuk Joris Valčiukas Riley Langille Cater Hamill Konrad Kudeviita Simone Terraneo Oliver Thestrup Hansen Issa Otsuka | _ Team Braun   | 2:14      | ausgeschieden  | ausgeschieden | ausgeschieden                   | ausgeschieden          | 8      |
| _ Team Blau  | Chen Chih-yuan Jakub Trzebunia Caleb Chapman Ziya Efe Güçlü Hong Seung-woo Daniel Assavolyuk Joris Valčiukas Riley Langille Cater Hamill Konrad Kudeviita Simone Terraneo Oliver Thestrup Hansen Issa Otsuka | _ Team Rot     | 11:18     | ausgeschieden  | ausgeschieden | ausgeschieden                   | ausgeschieden          | 8      |
| _ Team Braun | Luka Banek Sai Lake Hugo Galvez Elvis Hsu Axel Ruski-Jones Marlon D’Acunto Erik Potšinok Evan Nauth Artur Seniut Matyáš Šapovaliv Milán Ivády Rastislav Eliáš Sebastian Aarsund                              | _ Team Schwarz | 13:11     | _ Team Rot     | 7:9           | Spiel um Bronze: _ Team Schwarz | 6:5                    | Bronze |
| _ Team Braun | Luka Banek Sai Lake Hugo Galvez Elvis Hsu Axel Ruski-Jones Marlon D’Acunto Erik Potšinok Evan Nauth Artur Seniut Matyáš Šapovaliv Milán Ivády Rastislav Eliáš Sebastian Aarsund                              | _ Team Grün    | 6:8       | _ Team Rot     | 7:9           | Spiel um Bronze: _ Team Schwarz | 6:5                    | Bronze |
| _ Team Braun | Luka Banek Sai Lake Hugo Galvez Elvis Hsu Axel Ruski-Jones Marlon D’Acunto Erik Potšinok Evan Nauth Artur Seniut Matyáš Šapovaliv Milán Ivády Rastislav Eliáš Sebastian Aarsund                              | _ Team Grau    | 16:6      | _ Team Rot     | 7:9           | Spiel um Bronze: _ Team Schwarz | 6:5                    | Bronze |
| _ Team Braun | Luka Banek Sai Lake Hugo Galvez Elvis Hsu Axel Ruski-Jones Marlon D’Acunto Erik Potšinok Evan Nauth Artur Seniut Matyáš Šapovaliv Milán Ivády Rastislav Eliáš Sebastian Aarsund                              | _ Team Orange  | 14:10     | _ Team Rot     | 7:9           | Spiel um Bronze: _ Team Schwarz | 6:5                    | Bronze |
| _ Team Braun | Luka Banek Sai Lake Hugo Galvez Elvis Hsu Axel Ruski-Jones Marlon D’Acunto Erik Potšinok Evan Nauth Artur Seniut Matyáš Šapovaliv Milán Ivády Rastislav Eliáš Sebastian Aarsund                              | _ Team Rot     | 5:11      | _ Team Rot     | 7:9           | Spiel um Bronze: _ Team Schwarz | 6:5                    | Bronze |
| _ Team Braun | Luka Banek Sai Lake Hugo Galvez Elvis Hsu Axel Ruski-Jones Marlon D’Acunto Erik Potšinok Evan Nauth Artur Seniut Matyáš Šapovaliv Milán Ivády Rastislav Eliáš Sebastian Aarsund                              | _ Team Blau    | 14:2      | _ Team Rot     | 7:9           | Spiel um Bronze: _ Team Schwarz | 6:5                    | Bronze |
| _ Team Braun | Luka Banek Sai Lake Hugo Galvez Elvis Hsu Axel Ruski-Jones Marlon D’Acunto Erik Potšinok Evan Nauth Artur Seniut Matyáš Šapovaliv Milán Ivády Rastislav Eliáš Sebastian Aarsund                              | _ Team Gelb    | 8:6       | _ Team Rot     | 7:9           | Spiel um Bronze: _ Team Schwarz | 6:5                    | Bronze |
| _ Team Grün  | Nicolas Elgas Artjom Pronitschkin Nathan Nicoud Wolodymyr Troschkin Pablo González Maks Perčič Yam Yau Alessandro Segafredo Illja Korsun Marek Potšinok Patrik Dalen Levente Hegedűs Štěpán Maleček          | _ Team Gelb    | 10:5      | _ Team Schwarz | 7:3           | _ Team Rot                      | 10:4                   | Gold   |
| _ Team Grün  | Nicolas Elgas Artjom Pronitschkin Nathan Nicoud Wolodymyr Troschkin Pablo González Maks Perčič Yam Yau Alessandro Segafredo Illja Korsun Marek Potšinok Patrik Dalen Levente Hegedűs Štěpán Maleček          | _ Team Braun   | 8:6       | _ Team Schwarz | 7:3           | _ Team Rot                      | 10:4                   | Gold   |
| _ Team Grün  | Nicolas Elgas Artjom Pronitschkin Nathan Nicoud Wolodymyr Troschkin Pablo González Maks Perčič Yam Yau Alessandro Segafredo Illja Korsun Marek Potšinok Patrik Dalen Levente Hegedűs Štěpán Maleček          | _ Team Rot     | 9:8 n. V. | _ Team Schwarz | 7:3           | _ Team Rot                      | 10:4                   | Gold   |
| _ Team Grün  | Nicolas Elgas Artjom Pronitschkin Nathan Nicoud Wolodymyr Troschkin Pablo González Maks Perčič Yam Yau Alessandro Segafredo Illja Korsun Marek Potšinok Patrik Dalen Levente Hegedűs Štěpán Maleček          | _ Team Blau    | 11:6      | _ Team Schwarz | 7:3           | _ Team Rot                      | 10:4                   | Gold   |
| _ Team Grün  | Nicolas Elgas Artjom Pronitschkin Nathan Nicoud Wolodymyr Troschkin Pablo González Maks Perčič Yam Yau Alessandro Segafredo Illja Korsun Marek Potšinok Patrik Dalen Levente Hegedűs Štěpán Maleček          | _ Team Grau    | 14:6      | _ Team Schwarz | 7:3           | _ Team Rot                      | 10:4                   | Gold   |
| _ Team Grün  | Nicolas Elgas Artjom Pronitschkin Nathan Nicoud Wolodymyr Troschkin Pablo González Maks Perčič Yam Yau Alessandro Segafredo Illja Korsun Marek Potšinok Patrik Dalen Levente Hegedűs Štěpán Maleček          | _ Team Orange  | 8:6       | _ Team Schwarz | 7:3           | _ Team Rot                      | 10:4                   | Gold   |
| _ Team Grün  | Nicolas Elgas Artjom Pronitschkin Nathan Nicoud Wolodymyr Troschkin Pablo González Maks Perčič Yam Yau Alessandro Segafredo Illja Korsun Marek Potšinok Patrik Dalen Levente Hegedűs Štěpán Maleček          | _ Team Schwarz | 4:6       | _ Team Schwarz | 7:3           | _ Team Rot                      | 10:4                   | Gold   |

### Eiskunstlauf
| Athleten         | Wettbewerbe | Kurzprogramm/-tanz | Kurzprogramm/-tanz | Kür/Kürtanz | Kür/Kürtanz | Gesamt | Gesamt |
| Athleten         | Wettbewerbe | Punkte             | Rang               | Punkte      | Rang        | Punkte | Rang   |
| ---------------- | ----------- | ------------------ | ------------------ | ----------- | ----------- | ------ | ------ |
| Jungen           |             |                    |                    |             |             |        |        |
| Arlet Levandi    | Einzel      | 49,87              | 13                 | 104,78      | 11          | 154,65 | 12     |
| Mädchen          |             |                    |                    |             |             |        |        |
| Eva-Lotta Kiibus | Einzel      | 46,63              | 14                 | 92,07       | 12          | 138,70 | 14     |

| Athleten                                                                                                  | Wettbewerb     | Jungen Einzel | Jungen Einzel | Mädchen Einzel | Mädchen Einzel | Paarlauf | Paarlauf | Eistanz | Eistanz  | Gesamt   | Gesamt |
| Athleten                                                                                                  | Wettbewerb     | Punkte        | Teampkt.      | Punkte         | Teampkt.       | Punkte   | Teampkt. | Punkte  | Teampkt. | Teampkt. | Rang   |
| --- | -------------- | ------------- | ------------- | -------------- | -------------- | -------- | -------- | ------- | -------- | -------- | ------ |
| Mixed |                |               |               |                |                |          |          |         |          |          |        |
| Team Courage Arlet Levandi Xenija Sinizyna Alina Butaewa / Luka Berulawa Utana Yoshida / Shingo Nishiyama | Teamwettbewerb | 97,63         | 2             | 127,63         | 8              | 100,70   | 6        | 99,31   | 8        | 24       | Gold   |

### Freestyle-Skiing
| Athleten      | Wettbewerbe | Qualifikation | Qualifikation | Finale | Finale | Rang |
| Athleten      | Wettbewerbe | Punkte        | Rang          | Punkte | Rang   | Rang |
| ------------- | ----------- | ------------- | ------------- | ------ | ------ | ---- |
| Mädchen       |             |               |               |        |        |      |
| Kelly Sildaru | Halfpipe    | 95,50         | 1             | 93,75  | 1      | Gold |

### Nordische Kombination
| Athleten          | Wettbewerb           | Skispringen | Skispringen | Skispringen | Langlauf    | Langlauf | Rang |
| Athleten          | Wettbewerb           | Weite       | Punkte      | Rang        | Zeit        | Rang     | Rang |
| ----------------- | -------------------- | ----------- | ----------- | ----------- | ----------- | -------- | ---- |
| Jungen            |                      |             |             |             |             |          |      |
| Markkus Alter     | Normalschanze / 6 km | 82,5 m      | 109,0       | 11          | 15:54,1 min | 17       | 15   |
| Markus Kägu       | Normalschanze / 6 km | 81,0 m      | 101,6       | 17          | 16:47,1 min | 26       | 23   |
| Mädchen           |                      |             |             |             |             |          |      |
| Triinu Hausenberg | Normalschanze / 4 km | 65,0 m      | 74,7        | 20          | 15:08,5 min | 18       | 20   |

### Ski Alpin
| Athleten            | Wettbewerbe  | 1. Lauf     | 1. Lauf | 2. Lauf     | 2. Lauf | Gesamt      | Gesamt |
| Athleten            | Wettbewerbe  | Zeit        | Rang    | Zeit        | Rang    | Zeit        | Rang   |
| ------------------- | ------------ | ----------- | ------- | ----------- | ------- | ----------- | ------ |
| Jungen              |              |             |         |             |         |             |        |
| Hans Markus Danilas | Riesenslalom | 1:12,74 min | 45      | 1:11,51 min | 39      | 2:24,25 min | 40     |
| Hans Markus Danilas | Slalom       | 42,84 s     | 39      | 44,59 s     | 28      | 1:27,43 min | 29     |

### Skilanglauf
| Athleten        | Wettbewerbe     | Qualifikation | Qualifikation | Viertelfinale | Viertelfinale | Halbfinale    | Halbfinale    | Finale        | Finale        | Rang |
| Athleten        | Wettbewerbe     | Zeit          | Rang          | Zeit          | Rang          | Zeit          | Rang          | Zeit          | Rang          | Rang |
| --------------- | --------------- | ------------- | ------------- | ------------- | ------------- | ------------- | ------------- | ------------- | ------------- | ---- |
| Jungen          |                 |               |               |               |               |               |               |               |               |      |
| Kaspar Päärson  | 10 km klassisch | –             | –             | –             | –             | –             | –             | 29:00,4 min   | 28            | 28   |
| Kaspar Päärson  | Sprint Freistil | 3:21,24 min   | 13            | 3:57,83 min   | 6             | ausgeschieden | ausgeschieden | ausgeschieden | ausgeschieden | 27   |
| Kaspar Päärson  | Langlauf-Cross  | 4:35,93 min   | 29            | –             | –             | 4:33,14 min   | 9             | ausgeschieden | ausgeschieden | 27   |
| Anders Veerpalu | 10 km klassisch | –             | –             | –             | –             | –             | –             | 29:23,6 min   | 33            | 33   |
| Anders Veerpalu | Sprint Freistil | 3:35,21 min   | 49            | ausgeschieden | ausgeschieden | ausgeschieden | ausgeschieden | ausgeschieden | ausgeschieden | 49   |
| Anders Veerpalu | Langlauf-Cross  | 4:35,29 min   | 25            | –             | –             | 4:33,63 min   | 10            | ausgeschieden | ausgeschieden | 30   |
| Mädchen         |                 |               |               |               |               |               |               |               |               |      |
| Johanna Udras   | 5 km klassisch  | –             | –             | –             | –             | –             | –             | 15:23,3 min   | 16            | 16   |
| Johanna Udras   | Sprint Freistil | 2:46,92 min   | 3             | 2:55,14 min   | 1             | 2:48,67 min   | 3             | 2:58,44 min   | 5             | 5    |
| Johanna Udras   | Langlauf-Cross  | 5:15,81 min   | 18            | –             | –             | 5:18,64 min   | 7             | ausgeschieden | ausgeschieden | 19   |
| Eliisabet Kool  | 5 km klassisch  | –             | –             | –             | –             | –             | –             | 16:35,1 min   | 42            | 42   |
| Eliisabet Kool  | Sprint Freistil | 3:13,31 min   | 58            | ausgeschieden | ausgeschieden | ausgeschieden | ausgeschieden | ausgeschieden | ausgeschieden | 58   |
| Eliisabet Kool  | Langlauf-Cross  | 5:45,91 min   | 49            | –             | –             | ausgeschieden | ausgeschieden | ausgeschieden | ausgeschieden | 49   |

### Skispringen
| Athleten          | Wettbewerb    | 1. Durchgang | 1. Durchgang | 1. Durchgang | 2. Durchgang | 2. Durchgang | 2. Durchgang | Gesamt | Gesamt |
| Athleten          | Wettbewerb    | Weite        | Punkte       | Rang         | Weite        | Punkte       | Rang         | Punkte | Rang   |
| ----------------- | ------------- | ------------ | ------------ | ------------ | ------------ | ------------ | ------------ | ------ | ------ |
| Jungen            |               |              |              |              |              |              |              |        |        |
| Markkus Alter     | Normalschanze | 80,5 m       | 92,5         | 24           | 76,5 m       | 96,0         | 22           | 188,5  | 24     |
| Karel Rammo       | Normalschanze | 68,5 m       | 69,5         | 33           | 68,5 m       | 78,5         | 30           | 148,0  | 33     |
| Mädchen           |               |              |              |              |              |              |              |        |        |
| Triinu Hausenberg | Normalschanze | DNS          | DNS          | DNS          | DNS          | DNS          | DNS          | DNS    | DNS    |